# LMK (singel)
„LMK” (akronim od Let Me Know) – utwór amerykańskiej piosenkarki i autorki piosenek Keleli. Został wydany 1 sierpnia 2017 do przedsprzedaży w dystrybucji cyfrowej przez wytwórnię Warp Records jako przewodni singel z debiutanckiego albumu studyjnego pt. Take Me Apart, wydanego 6 października 2017.

## Wydanie i promocja
„LMK” został po raz pierwszy zaprezentowany 1 sierpnia 2017 w podcaście Zane’a Lowe’a ze stacji radiowej Beats 1, a następnie wydany w cyfrowej dystrybucji.
10 października 2017 Kelela po raz pierwszy zaśpiewała utwór na żywo w programie telewizyjnym Later... with Jools Holland.